# 庫拉索國徽
庫拉索王國国徽现行版本是2010年10月10日启用的国徽。是一个类似歐洲王室纹章的国徽，上面為王冠，下為盾徽，盾徽左邊為揚帆起航漂流在大西洋的船隻，右邊為一顆象征庫拉索的果樹。中間為一個紅邊中間為三個十字的徽章。
庫拉索是荷蘭王國的自治國。